# Ascoli Calcio
Der Ascoli Calcio 1898 FC SpA (früher Ascoli Calcio 1898, nach Insolvenz zwischenzeitlich Ascoli Picchio FC 1898) ist ein 1898 gegründeter italienischer Fußballverein aus der in der Region Marken gelegenen Stadt Ascoli Piceno.
Der Verein spielt aktuell in der Serie C. Insgesamt spielte Ascoli bereits 16 Spielzeiten in der Serie A.

## Geschichte
Im November des Jahres 1898 gründeten zwölf Jugendliche aus Ascoli Piceno den ersten Sportverein in der italienischen Region der Marken. Die Mannschaft wurde zunächst nach einem Offizier der garibaldinischen Truppen, Candido Augusto Vecchi, benannt.
Im Jahr 1905 änderte der Verein, vorwiegend aus politischen Gründen, den Namen in Ascoli-Vigor. 1925 begann man mit dem Bau des Stadio Comunale dei Giardini, das später jedoch in Stadio Squarcia umbenannt wurde. Im Jahr 1926 wurde das Stadion mit einem Freundschaftsspiel gegen Lazio Rom eingeweiht. Im Folgejahr nahm Ascoli erstmals an einer offiziellen Meisterschaft teil und klassierte sich prompt auf dem ersten Platz, was den erstmaligen Aufstieg bedeutete. Ascoli gelang es in den folgenden Jahren, die guten Leistungen zu bestätigen und in der dritten italienischen Liga zu bleiben.
Nach dem Zweiten Weltkrieg schlossen sich einige Quartiersmannschaften aus Ascoli Piceno zur AS Ascoli (Associazione Sportiva Ascoli) zusammen, jedoch dauert es bis zur Saison 1954/55, bis der Verein den Spielbetrieb in der Serie IV wieder aufnimmt. Allerdings stieg der Verein bereits in jenem Jahr auch wieder ab. Daher folgte 1955 eine weitere Vereinsfusion mit Del Duca und die Änderung des Vereinsnamens in Del Duca Ascoli. Damit kehrten auch sportliche Erfolge zurück und 1958/59 kehrt der Verein in die dritte Liga zurück, die mittlerweile Serie C heißt.
1963 wurde die heutige Spielstätte, das Stadio Cino e Lillo Del Duca, fertiggestellt. Im Jahr 1968 übernahm Costantino Rozzi die Präsidentschaft beim Verein, unter seiner Führung kam es in Ascoli zu einer Wende. Drei Jahre später wurde der Verein erneut umbenannt. Er erhielt seinen heutigen Namen Ascoli Calcio 1898 und stieg erstmals in die Serie B auf. Bereits in der ersten Saison spielte man um den Aufstieg in die Serie A, scheiterte allerdings um einen Punkt daran. Ein Jahr später, 1973/74, gelang unter Carlo Mazzone der erstmalige Aufstieg in die höchste italienische Liga. Die folgenden Jahre spielte Ascoli konstant in der Serie A und klassierte sich zumeist im Mittelfeld–  einzig der fünfte Platz 1979/80 fällt dabei aus der Reihe. Insgesamt verbrachte Ascoli 16 Spielzeiten in der Serie A, mit kurzen Zwischenspielen in der zweiten Liga.
Die Serie riss zur Saison 1994/95 allerdings abrupt ab. Zunächst verstarb der Präsident Costantino Rozzi, der aufgrund seiner großen Erfolge im Verein und bei dessen Anhängern seitdem Presidentissimo genannt wird, und anschließend stieg der Verein nach über 23 Jahren wieder in die Serie C ab. Als Nachfolger für den verstorbenen Präsidenten Costantino Rozzi fand sich eine Investorengruppe unter der Schirmherrschaft von Nazzareno Cappelli. Seit der Saison 2000/01 ist Roberto Benigni, der vormalige Vizepräsident, Präsident des Vereins.
In der Saison 2005/06 spielte Ascoli nach elf Jahren wieder in der Serie A. Erreicht wurde das allerdings nicht sportlich, sondern als Begünstigter mehrerer Lizenzentzüge durch den italienischen Fußballverband. Den Vereinen Torino Calcio und AC Perugia wurde jeweils die Lizenz verweigert, so dass diese vom Aufstieg ausgeschlossen wurden. Der CFC Genua wurde der Aufstieg ebenfalls verweigert, nachdem dem Verein Spielabsprachen nachgewiesen wurden. Zusammen mit dem Treviso FBC rückte Ascoli so als Aufsteiger nach. Am Ende der Saison wurde mit dem zwölften Platz der Klassenerhalt erreicht. In der Saison 2006/07 wurde man nur Tabellen-19. und stieg somit nach zwei Jahren wieder in die Serie B ab. 2012/13 folgte dann gar der Abstieg in die dritte Liga, die Lega Pro Prima Divisione, nachdem man nach Ablauf aller Spieltage den 20. Tabellenplatz der Serie B belegte und somit gemeinsam mit Vicenza Calcio, dem FC Pro Vercelli und US Grosseto absteigen musste. Am 15. Dezember 2013 meldete der mittlerweile in der Serie C, spielende Verein am Tribunale di Ascoli, offiziell Insolvenz an.
Am 18. Juli 2018 erfolgte die Umbenennung in den heutigen Vereinsnamen.

## Ehemalige Spieler
- Bright Addai
- Luca Antonini
- Matteo Ardemagni
- Salvatore Aronica
- Mustafa Arslanovic
- Luca Ariatti
- Andrea Barzagli
- Giuseppe Bellusci
- Francesco Benussi
- Luigi Di Biagio
- Oliver Bierhoff
- Saša Bjelanović
- Salvatore Bocchetti
- Liam Brady
- Franco Brienza
- Cristian Bucchi
- Igor Budan
- Daniele Cacia
- Marco Capparella
- Walter Casagrande
- Francesco Cassata
- Cristian Sebastián Cejas
- Stefano Colantuono
- Ferdinando Coppola
- Nicolás Córdova
- Borislav Cvetković
- Dirceu
- Marco Ferrante
- Michele Fini
- Davide Frattesi
- Daniele Galloppa
- Bruno Giordano
- Roberto Guana
- Stefano Guberti
- Giuseppe Iachini
- Andrea Mandorlini
- Filippo Maniero
- Giampiero Maini
- Carlo Mazzone
- Zlatan Muslimović
- Valentin Năstase
- Walter Novellino
- Riccardo Orsolini
- Gianluca Pagliuca
- Inácio Piá
- Andrea Petagna
- Fabio Quagliarella
- Giuseppe Sabadini
- Gianluca Scamacca
- Andrea Soncin
- Massimo Taibi
- Pedro Troglio
- Paolo Zanetti
- Simone Zaza

## Trainer
- Eugenio Bersellini
- Alberto Bigon
- Vujadin Boškov
- Ilario Castagner
- Fabrizio Castori
- Giovan Battista Fabbri
- Giancarlo De Sisti
- Enzo Ferrari
- Marco Giampaolo
- Carlo Mazzone
- Attilio Tesser
- Paolo Zanetti

## Erfolge
A-Mannschaft:
- Mitropapokal: 1 (1987)
- Serie B: 2 (1977/78 und 1985/86)
- Serie C: 1 (1971/72)
- Serie C1: 1 (2000/01)
- Supercoppa Serie C: 1 (2001/02)

Jugendmannschaft:

Das Logo von Ascoli Calcio 1898 (bis 2014)

- Coppa Italia Primavera: 1 (1991/92)

## Bemerkenswertes
Die Spieler von Ascoli Calcio werden im Volksmund auch Spechte (Picchio) genannt. Angeblich soll zur Eisenzeit eine rituelle Wanderung der Einwohner stattgefunden haben, bei der sie von einem Specht angeführt wurden.